# 제한 상영
제한 상영, 한정 극장 개봉(limited theatrical release)은 전국의 몇몇 극장, 일반적으로 주요 대도시 시장의 아트하우스 극장에서 새 영화를 개봉하는 영화 배급 전략이다. 1994년 이후 미국과 캐나다의 제한된 극장 개봉은 닐슨 EDI에 의해 600개 미만의 극장에서 개봉된 영화로 정의되었다.

## 배경
목적은 종종 다큐멘터리 영화, 독립 영화, 예술 영화와 같은 특수 영화의 매력을 측정하는 데 사용된다. 영화 스튜디오의 일반적인 관행은 매우 기대되고 비평가들의 찬사를 받은 영화를 캘리포니아주 로스앤젤레스 카운티에서 12월 31일 또는 그 이전에 한정 개봉하여 아카데미상 후보에 오르는 것이다(규정에 따라). 매우 기대되는 다큐멘터리는 또한 아카데미 최우수 다큐멘터리 장편 영화상 규정에 따라 뉴욕시와 뉴욕시에서 동시에 한정 개봉된다. 영화는 거의 항상 다음 해 1월이나 2월에 더 많은 관객에게 개봉된다.
주목할만한 예외 중 하나는 1975년에 초연되었으며 여전히 제한된 방식으로만 상영되는 록키 호러 픽쳐 쇼이다. 영화 역사상 가장 오랫동안 상영된 극장 개봉작이다.
미국에서는 제한된 극장 개봉만으로도 홈 비디오, 유료 TV, 스트리밍, 국제 판매 등과 같은 다양한 부수적 수익을 창출하는 데 도움이 될 수 있다.

## 같이 보기
- 로드쇼